# Provincia di Comoé
La provincia di Comoé è una delle 45 province del Burkina Faso, situata nella Regione delle Cascate. Il capoluogo è Banfora.

## Struttura della provincia
La Provincia di Comoé comprende 9 dipartimenti, di cui 2 città e 7 comuni:

### Città
- Banfora
- Niangoloko

### Comuni
- Bérégadougou
- Mangodara
- Moussodougou
- Ouo
- Sidéradougou
- Soubakaniédougou
- Tiéfora